# Nōin
Nōin (能因) (988 - 1058) est un poète et moine japonais du milieu de l'époque de Heian dont le véritable nom est Tachibana no Nagayasu (橘永愷). Il compte parmi les trente-six poètes immortels du Moyen Âge de poésie waka (Chūko Sanjūrokkasen) recensés par Fujiwara no Norikane.
Ses œuvres de waka se trouvent dans l'anthologie Nōin-shū (能因集), l'anthologie impériale Gengenshū (玄々集) et sa collection personnelle Nōin Utamakura (能因歌枕).
Un de ses poèmes est inclus dans l'anthologie Hyakunin Isshu (poème 69) :
嵐吹く 

三室の山の 

もみぢ葉は

龍田の川の

錦なりけり

Arashi fuku

mimuro no yama no

momiji-ba wa

tatsuta no kawa no

nishiki narikeri

## Source
- Peter McMillan (2008) One hundred poets, one poem each: a translation of the Ogura Hyakunin Isshu. New York: Columbia University Press.  (ISBN 978-0-231-14398-1)